# Williams River (Gauley River)
Der Williams River ist ein 53 Kilometer langer linker Nebenfluss des Gauley River im Pocahontas County und Webster County im US-Bundesstaat West Virginia. Er entwässert ein 332 km² großes, dünn besiedeltes Gebiet in den südlichen Allegheny Mountains und Teile des Allegheny Plateaus. Dabei durchfließt er den südwestlichen Teil des Monongahela National Forest sowie die Cranberry Wilderness.
Der Fluss zählt zu den fünf besten Forellen-Fischgewässer in West Virginia.

## Verlauf
Der Williams River entsteht durch den Zusammenfluss von Beaverdam Run und Downy Run acht Kilometer westlich von Marlinton und fließt anfangs nordwestwärts bis zur Einmündung des Black Mountain Run, wo er einen nordöstlichen Kurs einschlägt. Nach der Mündung des Big Laurel Creek wendet sich der Fluss schließlich erneut und fließt nun vorwiegend gegen Nordwesten, passiert den Highland Scenic Highway und mündet drei Kilometer südöstlich von Cowen in den Gauley River. Wichtigster Nebenfluss ist der Middle Fork Williams River.

## Namen
Die Herkunft des Namens ist nicht gesichert. Einem Bericht zufolge stammt der Name von William Ewing, einem Veteranen des Unabhängigkeitskrieges, der in der Nähe von Buckeye lebte und Land am Oberlauf des Flusses besaß.
Nach den Angaben im Geographic Names Information System des United States Geological Survey war der Williams River unter folgenden anderen Namen bekannt:
- South Fork of Gauley
- Watering Pond